# Марси (град)
Марси (на английски: Marcy) е град в окръг Онайда, щат Ню Йорк, САЩ. Населението му е 8777 души при преброяването през 2020 г. Градът е кръстен на губернатора Уилям Л. Марси. През южната част на града минава каналът Ери.
В градът се намира Политехническия институт SUNY, четиригодишен публичен изследователски университет в югоизточната част на града.

## Известни личности
Родени в Марси
- Даяна Джованацо (1980 – ), писателка